# Wahlkreis Leipzig Land 2
Der Wahlkreis Leipzig Land 2 (Wahlkreis 22) ist ein Landtagswahlkreis in Sachsen.
Er umfasst die Städte Böhlen, Groitzsch, Markkleeberg, Markranstädt, Pegau und Zwenkau sowie die Gemeinde Elstertrebnitz und damit einen Teil des Landkreises Leipzig. Bei der letzten Landtagswahl (im Jahr 2019) waren 58.791 Einwohner wahlberechtigt.
Zu den Wahlen 1994 bis 2009 trug der Wahlkreis den Namen „Leipziger Land 2“ und hatte die Wahlkreisnummer 24. Zur Landtagswahl 2014 wurde der Name an die in der Kreisreform 2008 geänderten Landkreise angepasst. Der Wahlkreis behielt aber seine Nummer. Dabei wurde auch der Zuschnitt des Wahlkreises leicht geändert: Rötha und Espenhain wurden an den Wahlkreis Leipzig Land 1 und die Gemeinde Großpösna an den Wahlkreis Leipzig Land 3 abgegeben.

## Wahl 2024
Amtliches Ergebnis der Landtagswahl am 1. September 2024 im Wahlkreis 24 - Leipzig Land 2:
(Ergebnisse in Prozent)
| Direktkandidat   | Partei              | Erststimmen in % | Zweitstimmen in % |
| ---------------- | ------------------- | ---------------- | ----------------- |
| Oliver Fritzsche | CDU                 | 37,2 %           | 35,6 %            |
| Bernhard Oehme   | AfD                 | 29,7 %           | 26,8 %            |
| Adelheid Noack   | Die Linke           | 3,9 %            | 3,2 %             |
| Marie Müser      | GRÜNE               | 3,0 %            | 4,8 %             |
| Petra Köpping    | SPD                 | 15,5 %           | 9,8 %             |
| Stephan Mielsch  | FDP                 | 1,5 %            | 1,0 %             |
| Adalbert Rösch   | Freie Wähler        | 6,6 %            | 2,7 %             |
| –                | Die Partei          | -                | 0,7 %             |
| –                | Piraten             | -                | 0,2 %             |
| –                | ÖDP                 | -                | 0,1 %             |
| –                | BüSo                | -                | 0,1 %             |
| –                | Tierschutz hier!    | -                | 1,0 %             |
| –                | Bündnis C           | -                | 0,1 %             |
| –                | Bündnis Deutschland | -                | 0,2 %             |
| –                | BSW                 | -                | 11,4 %            |
| Ingo Hauser      | Freie Sachsen       | 1,0 %            | 1,8 %             |
| –                | V-Partei3           | -                | 0,2 %             |
| –                | WU                  | -                | 0,2 %             |
| Roland Voigt     | Einzelbewerber      | 1,5 %            | -                 |

-

## Wahl 2019
Vorläufiges Ergebnis der Landtagswahl am 1. September 2019 im Wahlkreis 24 – Leipzig Land 2:
(Ergebnisse in Prozent)
| Direktkandidat   | Partei               | Direktstimmen | Listenstimmen |
| ---------------- | -------------------- | ------------- | ------------- |
| Oliver Fritzsche | CDU                  | 33,0          | 35,6          |
| René Jalaß       | Die Linke            | 8,9           | 8,7           |
| Petra Köpping    | SPD                  | 16,5          | 10,7          |
| Elke Gärtner     | AfD                  | 23,3          | 23,3          |
| Tommy Penk       | GRÜNE                | 7,4           | 8,3           |
| –                | NPD                  | –             | 0,3           |
| Anja Jonas       | FDP                  | 4,7           | 4,6           |
| Heike Oehlert    | Freie Wähler         | 6,2           | 3,8           |
| –                | Tierschutz           | –             | 1,6           |
| –                | Piraten              | –             | 0,2           |
| –                | Die PARTEI           | –             | 1,3           |
| –                | BüSo                 | –             | 0,1           |
| –                | ADPM                 | –             | 0,1           |
| –                | Blaue #TeamPetry     | –             | 0,3           |
| –                | KPD                  | –             | 0,1           |
| –                | ÖDP                  | –             | 0,3           |
| –                | Die Humanisten       | –             | 0,1           |
| –                | PDV                  | –             | 0,1           |
| –                | Gesundheitsforschung | –             | 0,5           |

| Wahlberechtigte | 58.791 |
| Wahlbeteiligung | 66,2 % |

## Wahl 2014
Amtliches Endergebnis der Landtagswahl am 31. August 2014 im Wahlkreis 24 – Leipzig Land 2:
(Ergebnisse in Prozent)
| Direktkandidat    | Partei          | Direktstimmen | Listenstimmen |
| ----------------- | --------------- | ------------- | ------------- |
| Oliver Fritzsche  | CDU             | 39,1          | 41,9          |
| Heike Werner      | Die Linke       | 17,3          | 17,3          |
| Petra Köpping     | SPD             | 23,9          | 16,4          |
| Anja Jonas        | FDP             | 3,6           | 4,3           |
| Peter Hettlich    | GRÜNE           | 5,1           | 5,7           |
| Stefan Schubinski | NPD             | 2,8           | 3,3           |
| –                 | Tierschutz      | –             | 1,2           |
| Jana Gräfe        | Piraten         | 1,0           | 0,8           |
| Jan Trautzsch     | BüSo            | 0,5           | 0,2           |
| –                 | DSU             | –             | 0,2           |
| Torsten Reitter   | AfD             | 6,7           | 7,0           |
| –                 | pro Deutschland | –             | 0,2           |
| –                 | Freie Wähler    | –             | 1,2           |
| –                 | Die PARTEI      | –             | 0,3           |

| Wahlberechtigte | 58.695 |
| Wahlbeteiligung | 47,5 % |

## Wahl 2009
Amtliches Endergebnis der Landtagswahl am 30. August 2009 im Wahlkreis 24 – Leipziger Land 2:
(Ergebnisse in Prozent)
| Direktkandidat    | Partei          | Direktstimmen | Listenstimmen |
| ----------------- | --------------- | ------------- | ------------- |
| Oliver Fritzsche  | CDU             | 34,4          | 40,6          |
| Heike Werner      | Die Linke       | 19,0          | 19,1          |
| Petra Köpping     | SPD             | 22,8          | 15,1          |
| René Neundorf     | NPD             | 3,2           | 3,3           |
| Dieter Hager      | FDP             | 12,1          | 9,7           |
| Leon Eckart Wolff | GRÜNE           | 5,4           | 5,6           |
| –                 | Tierschutz      | –             | 2,4           |
| –                 | PBC             | –             | 0,1           |
| –                 | BüSo            | –             | 0,1           |
| –                 | DSU             | –             | 0,1           |
| –                 | REP             | –             | 0,2           |
| Helmut Lenz       | Freie Sachsen   | 3,1           | 1,9           |
| –                 | FP Deutschlands | –             | 0,0           |
| –                 | Humanwirtschaft | –             | 0,1           |
| –                 | Piraten         | –             | 1,5           |
| –                 | SVP             | –             | 0,2           |

| Wahlberechtigte | 70.281 |
| Wahlbeteiligung | 51,9 % |

## Wahl 2004
Amtliches Endergebnis der Landtagswahl am 19. September 2004 im Wahlkreis 24 – Leipziger Land 2:
(Ergebnisse in Prozent)
| Direktkandidat      | Partei     | Direktstimmen | Listenstimmen |
| ------------------- | ---------- | ------------- | ------------- |
| Christian Steinbach | CDU        | 40,5          | 42,4          |
| Monika Runge        | PDS        | 24,8          | 22,3          |
| Birgit Kluge        | SPD        | 16,1          | 14,2          |
| Monika Rauer        | GRÜNE      | 5,4           | 4,7           |
| Rene Neundorf       | NPD        | 6,2           | 6,1           |
| Frank Hasse         | FDP        | 7,0           | 5,6           |
| –                   | DSU        | –             | 0,4           |
| –                   | PBC        | –             | 0,3           |
| –                   | GRAUE      | –             | 1,0           |
| –                   | BüSo       | –             | 0,3           |
| –                   | AUFBRUCH   | –             | 0,5           |
| –                   | DGG        | –             | 0,3           |
| –                   | Tierschutz | –             | 1,9           |

| Wahlberechtigte | 70.238 |
| Wahlbeteiligung | 57,4 % |